# Роз'їзд Убить 1152 км
Роз'їзд У́бить 1152 км (Убить 1152 км, рос. Разъезд Убыть 1152 км) — пристанційне селище в Глазовському районі Удмуртії, Росія.

## Населення
Населення — 1 особа (2010; 19 в 2002).
Національний склад станом на 2002 рік:
- росіяни — 53 %
- удмурти — 42 %

## Господарство
На території населеного пункту міститься залізнична платформа/роз'їзд Убить.